# Azja Tuhajbejowicz
Azja Tuhaj-bejowicz – fikcyjna postać literacka stworzona przez Henryka Sienkiewicza. Występuje w powieści Pan Wołodyjowski.

## Biografia bohatera
Był synem Tatara Tuhaj-beja, wodza krymskiego, znanego z powieści Ogniem i mieczem. W dzieciństwie został porwany przez pana Nienaszyńca na wymianę za wcześniej uprowadzoną jego młodszą siostrę Halszkę. Ponownie porwany przez wiarołomnych towarzyszy Nienaszyńca zbiegł lub został porzucony na stepie. Znalazł go i przygarnął pan Nowowiejski, który początkowo wychowywał go jak rodzonego syna. Po odkryciu, że Azja zapałał uczuciem do jego córki Ewki, Nowowiejski pobił córkę, a Azję kazał wychłostać. Po zaleczeniu ran Azja zbiegł i tułał się po świecie, aż trafił do wojska pod dowództwo hetmana Jana Sobieskiego, który po bitwach pod Bracławiem i Kalnikiem mianował go setnikiem chorągwi lipkowskiej. Następnie został odkomenderowany do stanicy Chreptiów pod komendę Michała Wołodyjowskiego, gdzie był znany pod przybranym nazwiskiem Mellechowicz. Rozpoznał go dopiero jego dawny opiekun, Nowowiejski. Tuhaj-bejowicz do szaleństwa zakochany w Baśce Wołodyjowskiej bezskutecznie próbował ją porwać. Kiedy to mu się nie udało (Wołodyjowska broniąc się uderzeniem kolby pistoletu wybiła mu oko, zmiażdżyła górną część nosa i nadwerężyła kość policzkową), zabił starego Nowowiejskiego, Ewkę oddał Tatarom, a Zosię Boską – narzeczoną Adama Nowowiejskiego, brata Ewy – zhańbioną trzymał w swoim namiocie, a następnie sprzedał jako niewolnicę. Oficjalnie przeszedł razem ze swoimi oddziałami na stronę turecką i został mirzą i dowódcą wszystkich Lipków. Schwytany przez Adama, zginął w męczarniach, wbity na pal na zgliszczach Raszkowa.
Azja Tuhaj-bejowicz nie miał swojego historycznego pierwowzoru, służył Sienkiewiczowi raczej za uosobienie cech przypisywanych typowo Azjatom. Częściową inspiracją mogły być jednak dzieje Aleksandra Kryczyńskiego, autentycznego przywódcy zbuntowanych Lipków.
W filmie Pan Wołodyjowski oraz w serialu Przygody pana Michała postać Azji Tuhaj-bejowicza zagrał Daniel Olbrychski.